# Destiney Philoxy
Destiney Promise Philoxy, née le 25 octobre 2000, est une joueuse américano-rwandaise de basket-ball.

## Carrière
Destiney a des moyennes de 17,4 points, 2,4 rebonds et 3,4 passes décisives par match lors de l'Afrobasket féminin en 2023. En 2023, elle rejoint le club de basket-ball REG BBC Women avant la FIBA Africa Women's Basketball League (AWBL) 2023.